# Enrile
Enrile es un municipio filipino de tercera categoría perteneciente a  la provincia de Cagayán en la Región Administrativa de Valle del Cagayán, también denominada Región II.

## Geografía
Tiene una extensión superficial de 184.50 km² y según el censo del 2007, contaba con una población de 29.719 habitantes, 32.553  el día primero de mayo de 2010

### Barangayes
Enrile se divide administrativamente en 22 barangayes o barrios, 16 de  carácter rural, 6 urbanos.
| - Alibago - Barangay I(Villa María) - Barangay II (Pob.) - Barangay III (Labbang/San Roque) - Divisoria - Inga - Lanna - Lemu Norte - Liwan Norte - Liwan Sur - Maddarulug Norte | - Magalalag East - Maracuru - Barangay IV (Pob.) - Roma Norte - Barangay III-A - Batu - Lemu Sur - Maddarulug Sur - Magalalag West (San Nicolas) - Roma Sur - San Antonio |